# Station Scheldewindeke
Station Scheldewindeke is een spoorwegstation op spoorlijn 122 (Melle - Geraardsbergen) in Scheldewindeke, een deelgemeente van Oosterzele.
Scheldewindeke was tot 2013 het enige station tussen Zottegem en Merelbeke dat nog bemand was. Sinds 28 juni 2013 zijn de loketten van dit station gesloten en is het een stopplaats geworden. Voor de aankoop van allerlei vervoerbewijzen kan de reiziger terecht aan de biljettenautomaat die ter beschikking staat.
Het station zelf is nog het originele zoals opgericht door de Compagnie du chemin de fer de Braine-le-Comte à Gand. Oorspronkelijk was het weliswaar een trapgevelstation (net zoals alle andere stations op de lijn). De trapgevels zijn echter bij diverse verbouwingen verdwenen. Het stationsgebouw Scheldewindeke is een van de laatst overgeblevenen van zijn soort, maar niet meer in goede bouwstaat.
De 2 perrons van station Scheldewindeke bevinden zich in een bajonetligging: beide perrons liggen aan weerszijden van de overweg. Zodoende blijft de overweg minder lang gesloten als een trein in het station stopt. Om de sporen over te steken moeten reizigers deze overweg gebruiken.
Op het perron naar Gent toe bevindt zich een authentiek wachthuisje dat men ook in Balegem-Zuid en - Dorp kan terugvinden. Op het andere perron aan de overkant van de straat zijn een aantal moderne schuilhokjes geplaatst.
Vlak naast het station ligt een grote parking en is een fietsenstalling voorzien. De parking wordt weliswaar gedeeld met een nabijgelegen warenhuis met hoge bezetting tijdens piekmomenten.
Het Grote Treinrapport 2009 van de krant Het Nieuwsblad gaf dit station een 8 op 10.

## Galerij

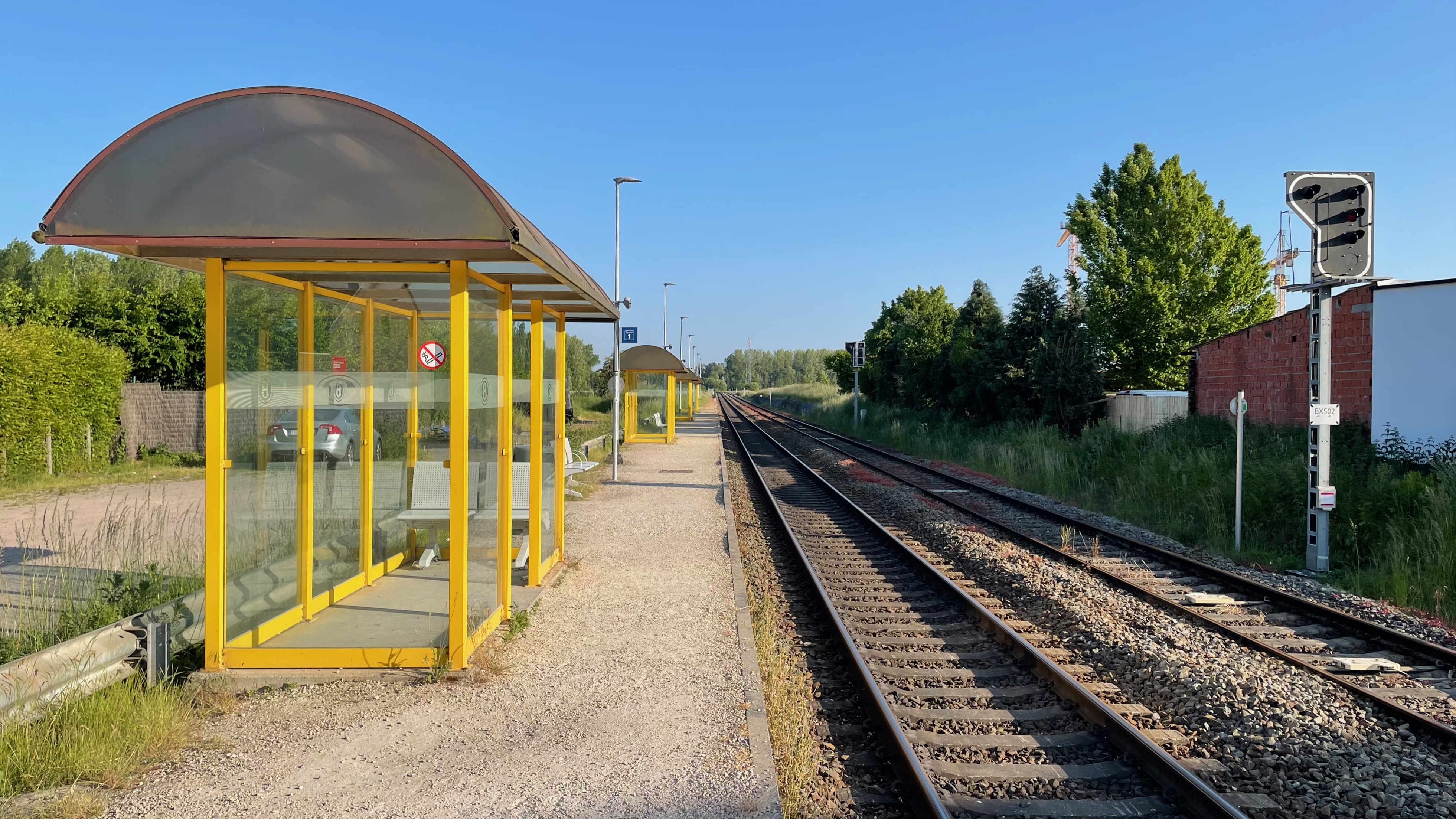
Zicht op het perron
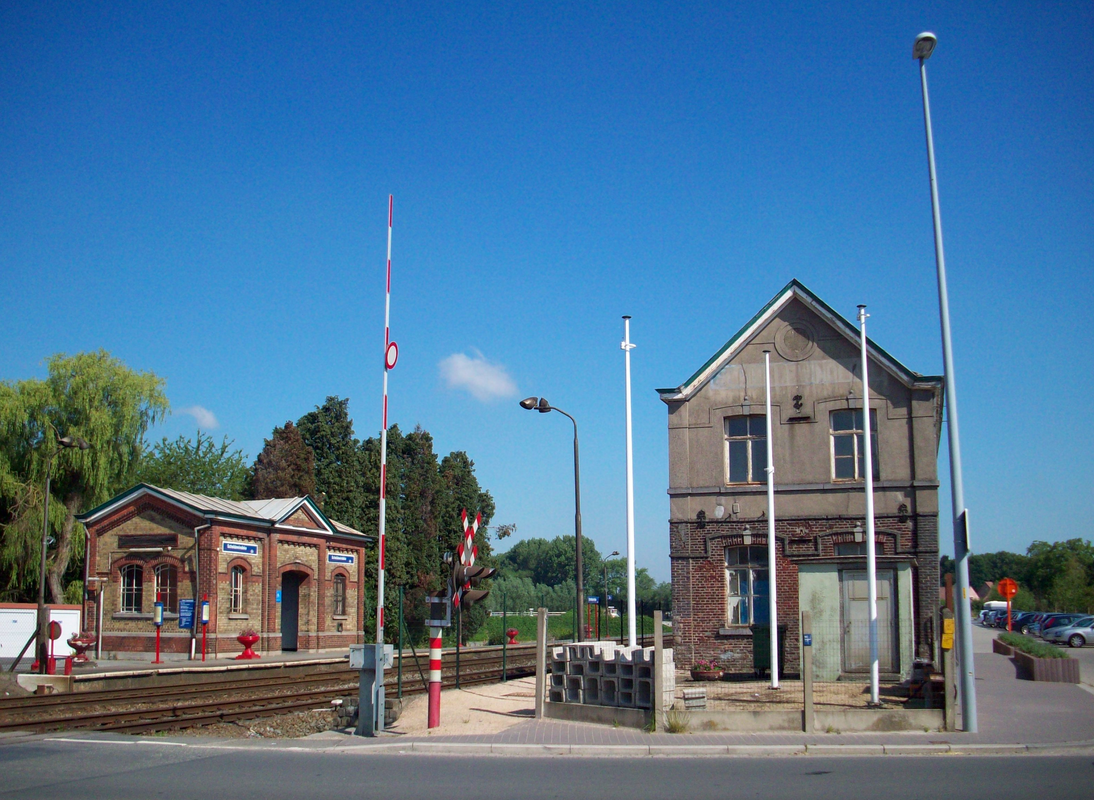
Zicht op het stationsgebouw rechts en het wachthuisje links
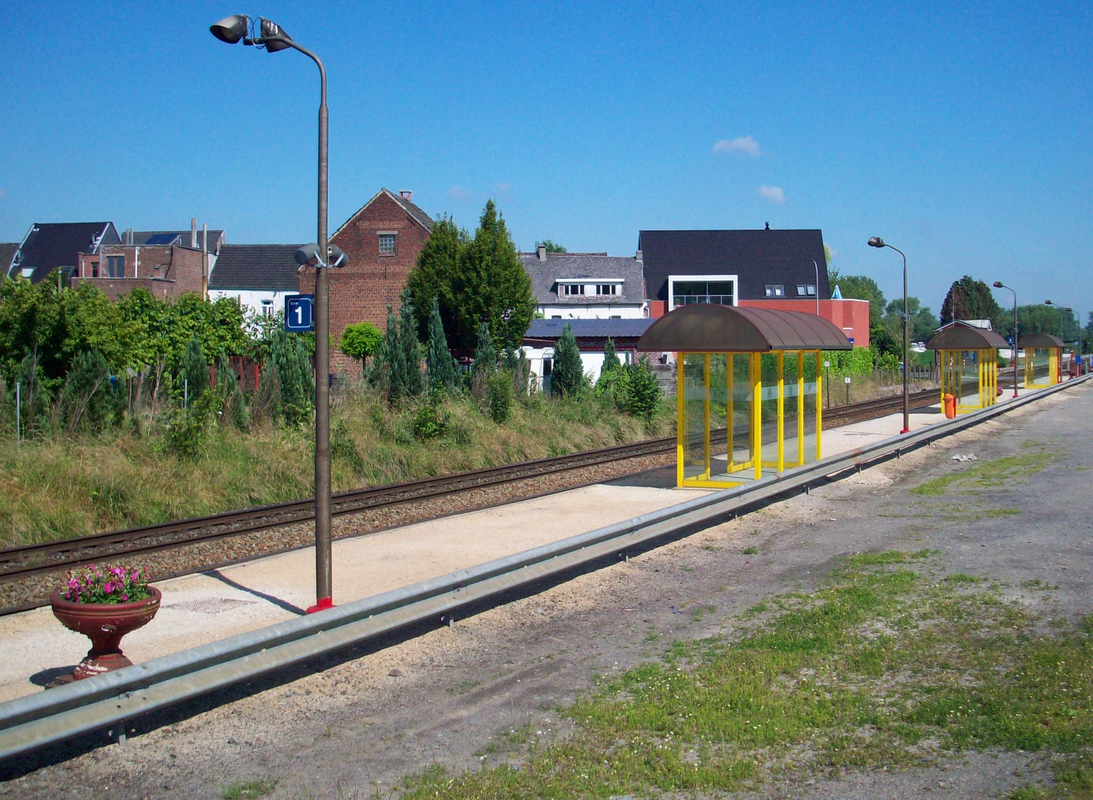
Perron 1 (gelegen aan de andere zijde van de overweg)
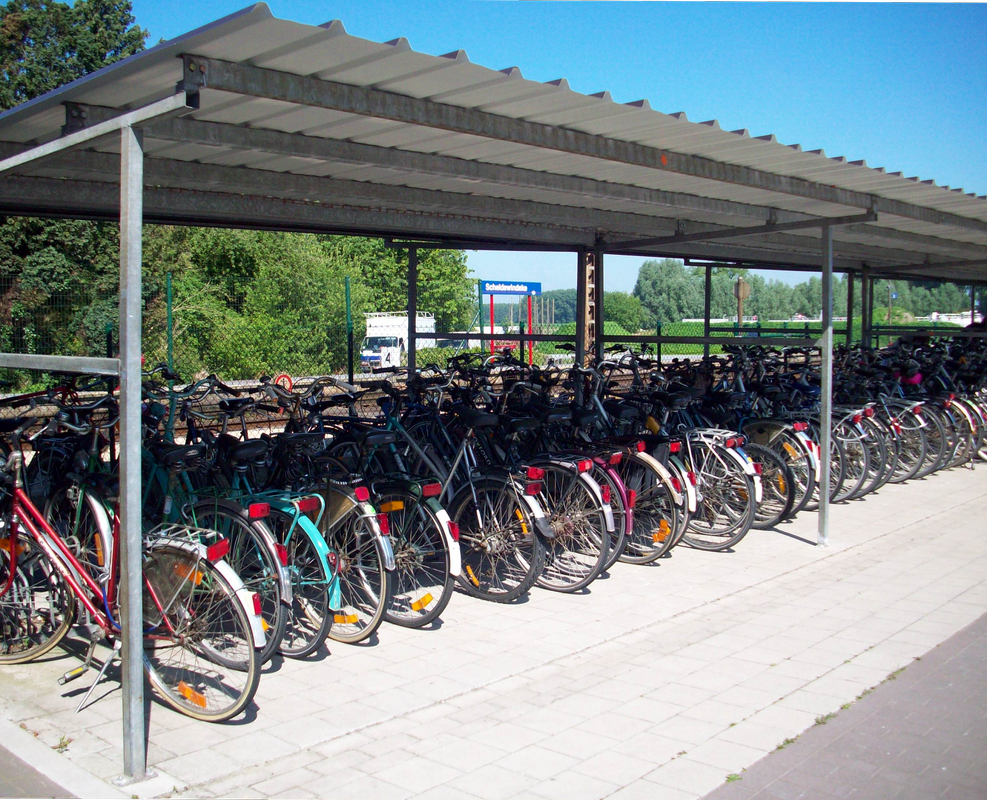
Fietsenstalling
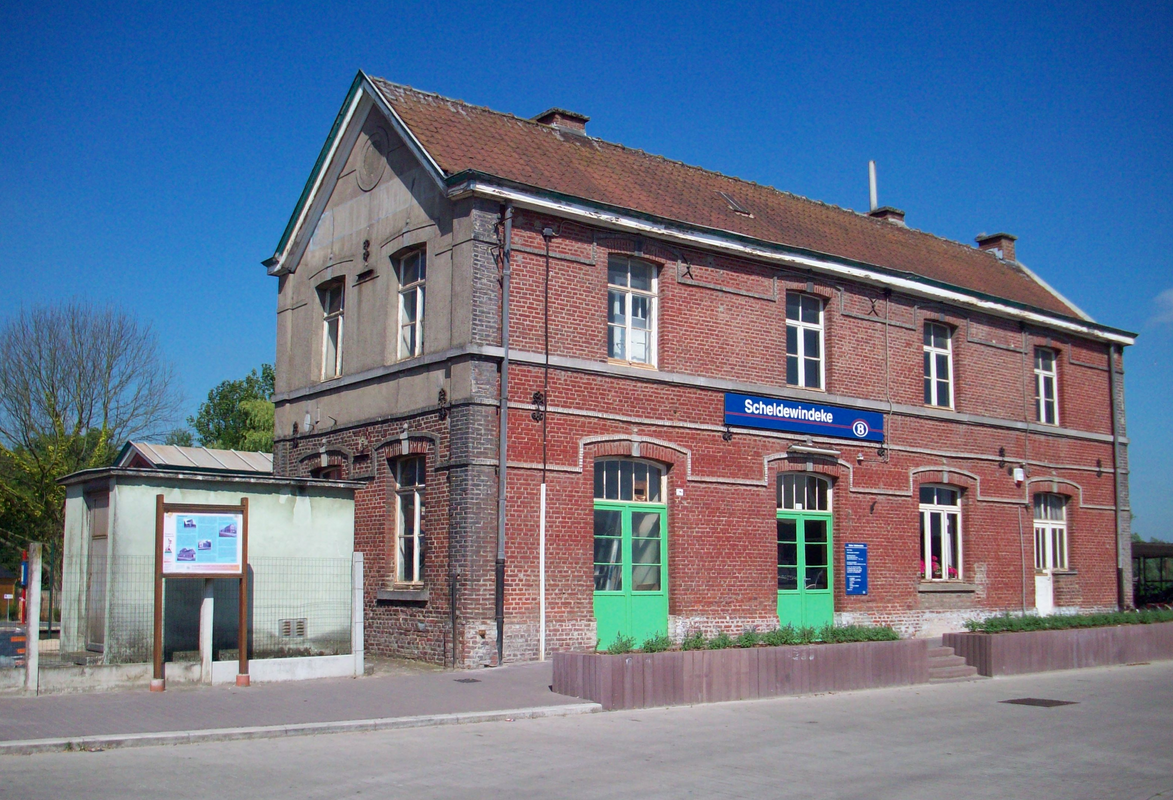
Het stationsgebouw

## Treindienst
| Serie       | Treinsoort          | Route                                                          | Bijzonderheden             |
| ----------- | ------------------- | -------------------------------------------------------------- | -------------------------- |
| S 52        | S-trein Gent (NMBS) | Gent-Sint-Pieters – Scheldewindeke – Zottegem – Geraardsbergen |                            |
| P 7960/8960 | Piekuurtrein (NMBS) | Geraardsbergen – Zottegem – Scheldewindeke – Gent-Sint-Pieters | Rijdt alleen op werkdagen. |

## Reizigerstellingen
De grafiek en tabel geven het gemiddeld aantal instappende reizigers weer op een week-, zater- en zondag.
| Tabel: aantal instappende reizigers station Scheldewindeke | Tabel: aantal instappende reizigers station Scheldewindeke | Tabel: aantal instappende reizigers station Scheldewindeke | Tabel: aantal instappende reizigers station Scheldewindeke |
|                                                            | Weekdag                                                    | Zaterdag                                                   | Zondag                                                     |
| ---------------------------------------------------------- | ---------------------------------------------------------- | ---------------------------------------------------------- | ---------------------------------------------------------- |
| 1977                                                       | 315                                                        | 56                                                         | 30                                                         |
| 1978                                                       | 364                                                        | 56                                                         | 30                                                         |
| 1979                                                       | 351                                                        | 35                                                         | 19                                                         |
| 1980                                                       | 347                                                        | 37                                                         | 30                                                         |
| 1981                                                       | 438                                                        | 45                                                         | 36                                                         |
| 1982                                                       | 447                                                        | 50                                                         | 42                                                         |
| 1983                                                       | 382                                                        | 37                                                         | 35                                                         |
| 1984                                                       | 334                                                        | 43                                                         | 38                                                         |
| 1985                                                       | 367                                                        | 32                                                         | 20                                                         |
| 1986                                                       | 387                                                        | 44                                                         | 47                                                         |
| 1987                                                       | 370                                                        | 45                                                         | 40                                                         |
| 1988                                                       | 398                                                        | 61                                                         | 66                                                         |
| 1989                                                       | 557                                                        | 81                                                         | 70                                                         |
| 1990                                                       | 447                                                        | 42                                                         | 44                                                         |
| 1991                                                       | 442                                                        | 66                                                         | 56                                                         |
| 1992                                                       | 404                                                        | 57                                                         | 72                                                         |
| 1993                                                       | 345                                                        | 70                                                         | 49                                                         |
| 1994                                                       | 420                                                        | 107                                                        | 88                                                         |
| 1995                                                       | 436                                                        | 81                                                         | 61                                                         |
| 1996                                                       | 485                                                        | 77                                                         | 56                                                         |
| 1997                                                       | 446                                                        | 75                                                         | 59                                                         |
| 1998                                                       | 391                                                        | 84                                                         | 66                                                         |
| 1999                                                       | 380                                                        | 84                                                         | 38                                                         |
| 2000                                                       | 314                                                        | 68                                                         | 44                                                         |
| 2001                                                       | 313                                                        | 80                                                         | 57                                                         |
| 2002                                                       | 342                                                        | 42                                                         | 14                                                         |
| 2003                                                       | 342                                                        | 90                                                         | 56                                                         |
| 2004                                                       | 359                                                        | 126                                                        | 72                                                         |
| 2005                                                       | 361                                                        | 102                                                        | 78                                                         |
| 2006                                                       | 376                                                        | 122                                                        | 76                                                         |
| 2007                                                       | 385                                                        | 132                                                        | 106                                                        |
| 2008                                                       | -                                                          | -                                                          | -                                                          |
| 2009                                                       | 449                                                        | 146                                                        | 77                                                         |
| 2010                                                       | -                                                          | -                                                          | -                                                          |
| 2011                                                       | -                                                          | -                                                          | -                                                          |
| 2012                                                       | 420                                                        | 140                                                        | 78                                                         |
| 2013                                                       | 440                                                        | 113                                                        | 64                                                         |
| 2014                                                       | 466                                                        | 80                                                         | 69                                                         |
| 2015                                                       | 329                                                        | 70                                                         | 58                                                         |
| 2016                                                       | 319                                                        | 131                                                        | 107                                                        |
| 2017                                                       | 339                                                        | 104                                                        | 78                                                         |
| 2018                                                       | 331                                                        | 80                                                         | 81                                                         |
| 2019                                                       | 366                                                        | 70                                                         | 74                                                         |
| 2020                                                       | 222                                                        | 50                                                         | 47                                                         |
| 2021                                                       | -                                                          | -                                                          | -                                                          |
| 2022                                                       | 325                                                        | 89                                                         | 85                                                         |
| 2023                                                       | 355                                                        | 94                                                         | 73                                                         |
| 2024                                                       | 321                                                        | 84                                                         | 63                                                         |

1,5: Gontrode ·
2,8: Landskouter ·
4,8: Moortsele ·
6,7: Scheldewindeke ·
8,9: Balegem-Dorp ·
11,8: Balegem-Zuid ·
15,4: Zottegem ·
18,4: Erwetegem ·
19,6: Sint-Maria-Oudenhove ·
22,0: Lierde ·
24,4: Hemelveerdegem ·
25,0: Gemeldorp ·
28,5: Geraardsbergen